# Carl Gustav Bernoulli

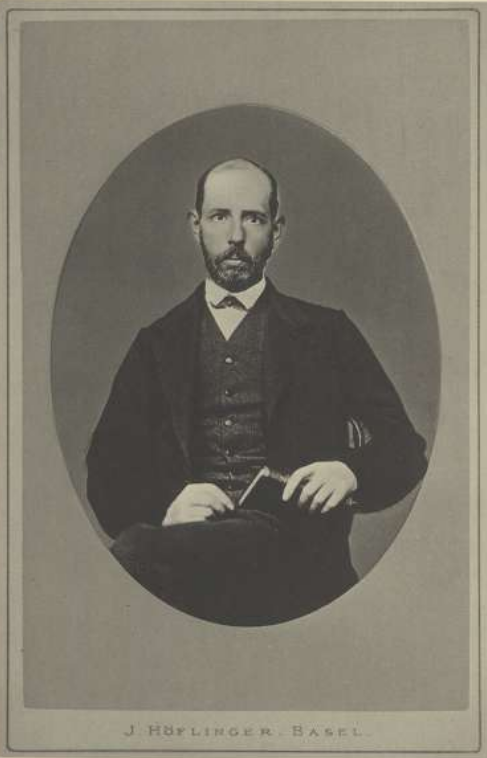
Carl Gustav Bernoulli

Carl Gustav Bernoulli (* 24. Januar 1834 in Basel; † 18. Mai 1878 in San Francisco) war ein Schweizer Arzt, Botaniker, Apotheker, Forschungsreisender und Archäologe aus der Gelehrtenfamilie Bernoulli. Sein offizielles botanisches Autorenkürzel lautet „Bernoulli“.

## Leben
Gustav Bernoulli wurde 1834 als Sohn des Apothekers Johann Jakob Bernoulli (1802–1892) und der Susanna, geb. Werthemann (1806–1866), geboren. Nach dem Gymnasium studierte er Medizin in Basel, Würzburg, Berlin und Paris. Nach dem Staatsexamen arbeitet er als praktischer Arzt und promovierte 1857 in Basel zum Dr. med.
Wahrscheinlich durch Vermittlung von Karl Gustav Jung, welcher mit seinem Vater befreundet war, gelangte er an Alexander von Humboldt. Dieser empfahl ihm als Forschungsfeld Mittelamerika und Guatemala. 1858 reiste er über Berlin – London – Liverpool – Jamaica nach Guatemala. Dort praktizierte er zuerst als Arzt in der guatemaltekischen Hauptstadt. Später siedelte er an die Costa Grande über und gründete dort mit einem Basler eine Kaffee-Plantage, eröffnet wieder eine Arztpraxis und eine Apotheke.
1868 kehrte er für drei Monate nach Basel zurück. Um sich weiterzubilden, reiste er nach Berlin, Hamburg, Amsterdam, London und Paris. Auf der Rückfahrt von New Orleans nach Colón kam das Schiff in einem Sturm von der Route ab und scheiterte an einem Korallenriff der Nordwestküste von Kuba. Bernoulli entging dabei nur knapp dem Tode.
Auf ausgedehnten Reisen erforschte er das Urwaldgebiet, legte umfangreiche botanische und zoologische Sammlungen an und besuchte Copán, Palenque und Tikal, die Ruinenstädte der Maya.
In Tikal entdeckte er 1877 die geschnitzten Tafeln – ursprünglich Teile einer Decke – aus Sapodillaholz, auf denen die Maya ein auf astronomischen Beobachtungen beruhendes komplexes Kalendersystem hinterlassen hatten. Die Tikal-Tafeln wurden 1878 mit Hilfe von Franz Sarg nach Basel verschifft und sind seitdem ein wichtiger Teil der Sammlung des Museums der Kulturen in Basel.
Seine durch Malaria und Leberleiden angeschlagene Gesundheit veranlassten ihn 1878 nach zwanzig Jahren in Guatemala, die Praxis und seinen Besitz zu liquidieren und endgültig nach Basel zurückzukehren. Auf der Rückreise starb er 1878 erst 44-jährig in San Francisco (USA).
Als Anerkennung für seine botanische Forschungsarbeit wurden zwei bei Augst (BL) in den Keuperschichten gefundene fossile Pflanzenarten nach ihm benannt. Die Bernoullia helvetica und Bernoullia augusta. Ein in Mittel- und Südamerika vorkommender Baum wurde 1936 in Tikal entdeckt und erhielt den Namen Bernoullia flammea Oliver.

## Werke
- Die Gefässkryptogamen der Schweiz, Diss.,  Basel 1857.
- Übersicht der bis jetzt bekannten Arten von Theobroma, Zürich 1869.